# Chiesa di San Pietro a Corsena
La chiesa di San Pietro a Corsena è un edificio sacro che si trova in località Corsena a Bagni di Lucca.

## Descrizione
Nel fianco meridionale, nelle monofore, nelle arcatelle del tetto, nelle arcate cieche sottostanti sono evidenti le tracce dell'edificio originario, già ricordato dall'XI-XII secolo, e la cui abside fu incorporata nella sacrestia. Parimenti inglobato nella facciata fu il portico che in antico la precedeva. La torre campanaria è di fine Seicento.
L'interno, a tre navate con colonne a conci, benché restaurato all'inizio del Novecento da Luigi Norfini e decorato da Michele Marcucci, conserva l'impianto romanico. Fra le opere, il fonte battesimale del XVI secolo, i dipinti seicenteschi con la Madonna del Rosario di Gaspare Mannucci e con Sant'Antonio da Padova di Tiberio Franchi. 
L'adiacente oratorio della Vergine del Soccorso conserva un bell'arredo ligneo barocco e una tela con San Martino che dona il mantello al povero, firmata da Giovanni Stradano e datata 1585, proveniente dalla chiesa di San Martino ai Bagni Caldi.